# Hohenbergia castellanosii
Hohenbergia castellanosii är en gräsväxtart som beskrevs av Lyman Bradford Smith och Robert William Read. Hohenbergia castellanosii ingår i släktet Hohenbergia och familjen Bromeliaceae. Inga underarter finns listade i Catalogue of Life.